# Пясичево
Пя́сичево (болг. Пясъчево) — село в Хасковській області Болгарії. Входить до складу общини Симеоновград.

## Населення
За даними перепису населення 2011 року у селі проживали 115 осіб.
Національний склад населення села:
| Національність   | Кількість осіб | Відсоток |
| ---------------- | -------------- | -------- |
| болгари          | 108            | 96,4%    |
| турки            | 0              | 0%       |
| інша             | 0              | 0%       |
| не визначились   | 4              | 3,6%     |
| Всього відповіли | 112            |          |

Розподіл населення за віком у 2011 році:
Динаміка населення: